# Leonardo Cubello
Leonardo Cubello o Cubello d'Arborea (Oristano, 1362 – Oristano, 9 settembre 1427) è stato marchese di Oristano (1410-1427), conte del Goceano (1422-1427), signore consorte delle Barbagie di Mandrolisai e Ollolai (1412 circa-1427) ed inoltre giudice de facto d'Arborea (1407-1409).

## Origini
Era figlio di Salvatore, a sua volta figlio di Nicola d'Arborea, canonico a Lérida ed a Salisbury, figlio a sua volta di Ugone II, giudice d'Arborea, e di Costanza Cubello, nobile di origine valenciana., scelse ambiguamente il cognome della madre, Cubello appunto, rinunciando opportunisticamente ai diritti di successione da parte di padre (Arborea - Bass-Serra) al titolo di Giudice ďArborea, passando per concessione a quello di marchese di Oristano e conte del Goceano in piena allodia.

## Biografia
Nacque ad Oristano nel 1362.

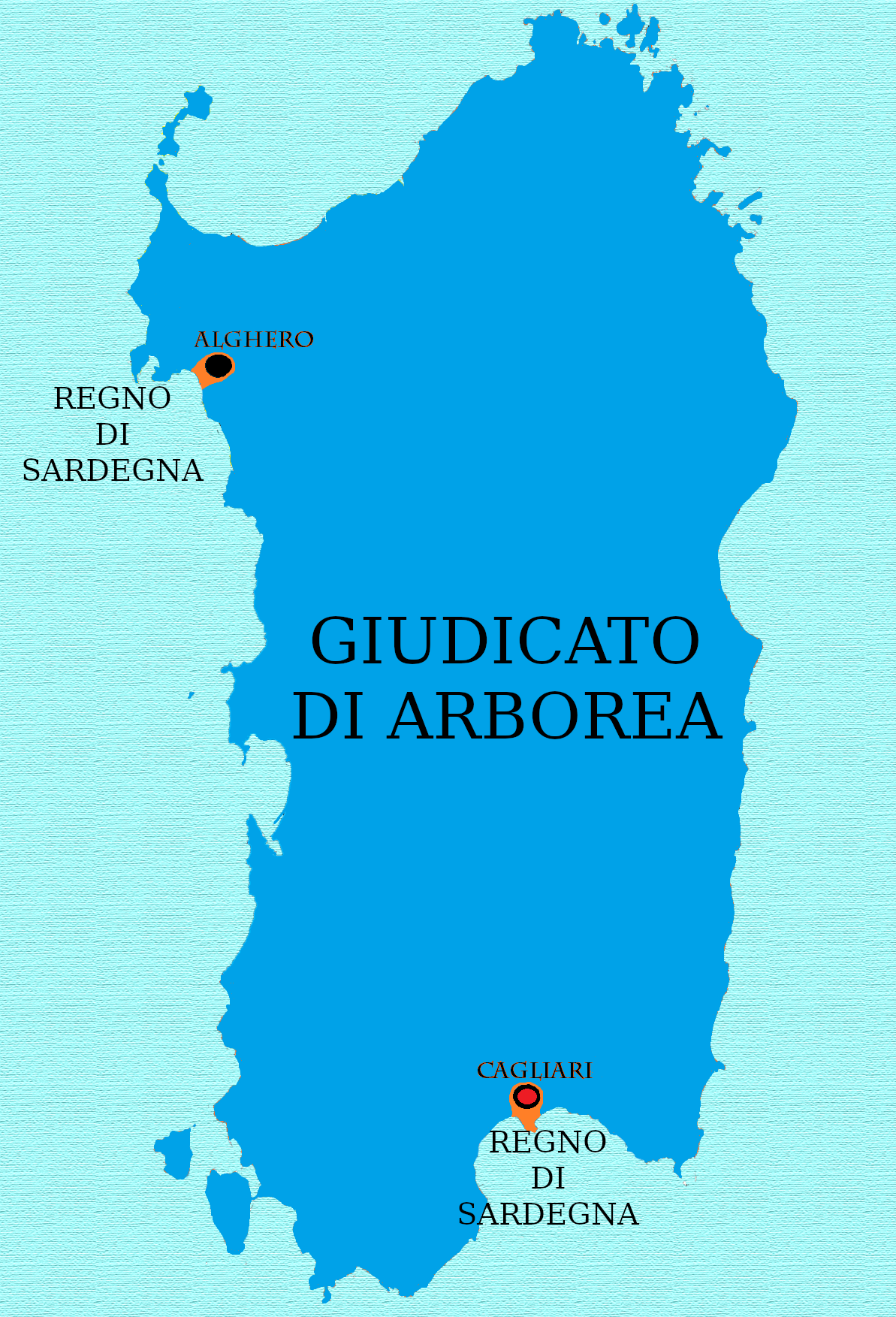
Giudicato di Arborea (in blu), all'inizio della prima reggenza del Cubello

Tra il 1407 – anno di morte del giovane giudice Mariano V – ed il 1409, esercitò come reggente la sovranità sul giudicato di Arborea, venendo destituito, all'inizio di gennaio dello stesso anno, dal visconte Guglielmo III di Narbona, che possedeva legittime pretese sul trono del principato.
Dopo la rovinosa Battaglia di Sanluri, Leonardo Cubello funse nuovamente da reggente durante il periodo di assenza del neo-giudice, recatosi in Francia per richiedere aiuti. Dopo la morte del re Martino I di Sicilia, dovuta probabilmente alla malaria, il futuro marchese fu assediato ad Oristano, e sorprendentemente si arrese senza combattere. Pochi giorni dopo, il 29 o il 30 marzo, sottoscrisse un trattato con cui dichiarava decaduto, a nome dei maggiorenti oristanesi, Guglielmo III di Narbona, e cedeva tutti i territori in suo possesso alla Corona d'Aragona. Il capitolato inoltre gli dava la facoltà di fregiarsi del titolo di Marchese di Oristano, per sé e per i suoi discendenti. Il re concedeva a lui ed ai suoi discendenti il permesso di non dover comparire direttamente dinanzi al sovrano, riconoscimento che ha certamente delle similitudini con quello concesso al giudice d'Arborea Mariano IV, prozio del Cubello, nel trattato di Sanluri. Immediatamente dopo la firma del capitolato, il Cubello iniziò ad allargare i propri domini. Nel luglio del 1410 gli fu concesso come pegno per il prestito di cinquemila alfonsini al re il territorio del Monteacuto, e pochi anni dopo, nel 1413, gli furono concessi i territori del Guilcer e del Barigadu, sempre come pegno per un prestito al sovrano. Inoltre erano sotto il suo dominio anche il Mandrolisai e la Barbagia di Ollolai, concessi a sua moglie Quirica Deiana in quanto erede di suo padre Giovanni. Nel marzo del 1416 tentò di acquistare, per la somma di 25.000 fiorini, le contee di Marmilla e Valenza, ma la trattativa fallì perché il Cubello era considerato dai «probi uomini» di Castel di Caller (Cagliari), neo-proprietari di quei territori, «poco affidabile». Nell'anno 1422 il re gli concesse il titolo di conte del Goceano, trasformandolo nel più potente feudatario del regno di Sardegna e Corsica. Morì il 9 novembre 1427, lasciando tutti i suoi titoli e possedimenti al figlio Antonio.